# Hoofdklasse (vrouwenhandbal) 1966/67
De Hoofdklasse is de hoogste afdeling van het Nederlandse handbal bij de vrouwen op landelijk niveau. In het seizoen 1966/1967 werd Swift Roermond landskampioen. DES degradeerde naar de Overgangsklasse.

## Teams
| Club           | Plaats     | Provincie     |
| -------------- | ---------- | ------------- |
| De Blinkert    | Haarlem    | Noord-Holland |
| DES            | Eindhoven  | Noord-Brabant |
| Hygiea         | Den Haag   | Zuid-Holland  |
| Niloc          | Amsterdam  | Noord-Holland |
| Swift Roermond | Roermond   | Limburg       |
| Verburch       | Poeldijk   | Zuid-Holland  |
| Walcheren      | Vlissingen | Zeeland       |
| Zeeburg        | Diemen     | Noord-Holland |

## Stand
| Pos | Team               | Wed | W  | G | V  | Ptn | DV  | DT  | +/− | Opmerking                                            |
| --- | ------------------ | --- | -- | - | -- | --- | --- | --- | --- | ---------------------------------------------------- |
| 1   | Swift Roermond (K) | 14  | 12 | 0 | 2  | 24  | 105 | 45  | +60 | Deelname Europees kampioenschap voor landskampioenen |
| 2   | Niloc              | 14  | 11 | 2 | 1  | 24  | 103 | 53  | +50 |                                                      |
| 3   | Walcheren          | 14  | 6  | 4 | 4  | 16  | 86  | 66  | +20 |                                                      |
| 4   | Zeeburg            | 14  | 6  | 2 | 6  | 14  | 64  | 65  | −1  |                                                      |
| 5   | Verburch           | 14  | 4  | 2 | 8  | 10  | 79  | 98  | −19 |                                                      |
| 6   | Hygiea             | 14  | 3  | 3 | 8  | 9   | 60  | 78  | −18 |                                                      |
| 7   | De Blinkert        | 14  | 4  | 1 | 9  | 9   | 73  | 118 | −45 |                                                      |
| 8   | DES (R)            | 14  | 2  | 2 | 10 | 6   | 55  | 102 | −47 | Degradatie naar de Overgangsklasse                   |

## Uitslagen
| Thuis \ Uit    | BLI  | DES  | HYG | NIL  | SWI  | VER  | WAL  | ZEE  |
| -------------- | ---- | ---- | --- | ---- | ---- | ---- | ---- | ---- |
| De Blinkert    |      | 9–5  | 7–8 | 4–13 | 2–7  | 5–11 | 4–11 | 5–4  |
| DES            | 2–3  |      | 7–5 | 4–11 | 3–11 | 7–3  | 4–9  | 4–10 |
| Hygiea         | 7–9  | 8–3  |     | 3–8  | 1–4  | 5–5  | 6–6  | 3–1  |
| Niloc          | 9–1  | 9–3  | 7–2 |      | 5–4  | 12–7 | 3–2  | 3–3  |
| Swift Roermond | 15–7 | 10–2 | 8–3 | 4–1  |      | 11–3 | 7–6  | 12–4 |
| Verburch       | 10–5 | 7–7  | 7–5 | 6–11 | 2–3  |      | 6–8  | 4–10 |
| Walcheren      | 8–4  | 3–3  | 3–3 | 7–7  | 5–4  | 5–6  |      | 3–5  |
| Zeeburg        | 8–8  | 4–1  | 3–1 | 3–4  | 1–5  | 4–2  | 4–10 |      |

## Beslissingswedstrijd kampioenschap
Omdat Niloc en Swift Roermond met een gelijk aantal punten waren geëindigd en het doelsaldo initieel werd genegeerd, moesten beide teams een beslissingswedstrijd spelen om het kampioenschap.
| 18 maart 1967 19:00 uur | Swift Roermond | 4 - 4 | Niloc | Sporthal Oss, Oss |
| 18 maart 1967 19:00 uur |                |       |       | Sporthal Oss, Oss |
| 18 maart 1967 19:00 uur |                |       |       | Sporthal Oss, Oss |

|                         |
| Swift Roermond 5e titel |

Daar de beslissingswedstrijd geen winnaar opleverde, werd het doelsaldo uit de competitie nu wel bepalend, en daarmee werd Swift Roermond voor de vijfde maal op rij Nederlands kampioen bij de dames.